# ريموت كنترول (فلم)
ريموت كنترول فيلم مصري تم انتاجه عام 2017 وتاريخ العرض 19 فبراير 2017 في مصر وهو من الافلام القصيرة مدة الفيلم ١٧ دقيقة

## طاقم العمل

### الممثلين
- أحمد حداد (ممثل)
- مروة ثروت
- سامي داود
- عهدي صادق
- سلوى محمد علي
- بيومي فؤاد
- إسلام عبد العزيز

### مونتاج
- عمروا عبده. (مدير الإنتاج)
- هاجر حمدي.   (مونتير)
- إسلام عامر.   (مونتير)

### إخراج
- أحمد حداد. (محرج)

### تأليف
- أحمد حداد. (تاليف وسيناريو وشاعر أغنية اتفسحت)
- أمين حداد. (فكرة)

### تصوير
- محمد عبد الرؤوف   (مدير التصوير)

### مكياج
- ماريز قلاده. (ميكياج)
- شريف الوسيمي. (ميكساج)

### موسيقى
- هادي طارق. (موسيقى)